# Rantaperkiö
Rantaperkiö est un quartier  de Tampere en Finlande.

## Description
Rantaperkiö est en bordure du lac Pyhäjärvi.
Ses quartiers voisins sont Hatanpää, Härmälä et Rautaharkko.
Rantaperkiö est limité à l'est par la voie ferrée Riihimäki–Tampere.